# Fiona Lowry
Fiona Lowry (* 1974 in Sydney) ist eine australische Malerin.

## Leben und Werk
Lowry studierte am Sydney College of the Arts der University of Sydney, das sie als Bachelor of Visual Arts mit Auszeichnung abschloss.
In ihren zarten, oft verstörenden Gemälden mit Porträts und Darstellungen von australischen Landschaften verwendet sie für ihre Airbrush-Maltechnik eine begrenzte Palette von weichen, monochromen pastelligen Farben.
Ihre Arbeiten befinden sich in Sammlungen der National Gallery of Australia (Canberra), der National Gallery of Victoria (Melbourne), der National Portrait Gallery (Canberra) sowie dem Museum of Contemporary Art (Sydney). Die Künstlerin lebt in Sydney.

## Ausstellungen

### Einzelausstellungen
- Out of the Night, Hugo Mitchell Gallery, Adelaide (2016)
- Pink Frost, Martin Browne Contemporary, Sydney (2015)
- New paintings, Hugo Mitchell Gallery, Adelaide (2014)
- I have forgotten who I am, Melbourne Art Fair, Melbourne (2012)
- I loved you yesterday, Gallery Barry Keldoulis, Sydney (2010)
- I act as the tongue of you, Gallery Barry Keldoulis, Sydney (2008)
- Left Behind, Gallery Barry Keldoulis, Sydney (2005)
- aaaxxx, Firstdraft Gallery, Sydney (2002)[6]

### Gruppenausstellungen (Auswahl)
- Painting, More Painting, Australian Centre for Contemporary Art, Melbourne (2016)
- Martin Browne at Sydney Contemporary, Carriageworks, Sydney (2015)
- Start Art Fair, Saatchi Gallery, London (2014)
- Dark Heart, Adelaide Biennial of Australian Art, Art Gallery of South Australia, Adelaide (2014)
- Panorama, are we there yet? Casula Powerhouse Arts Centre, Casula, New South Wales (2012)
- Wonderland: New Contemporary Art from Australia, Museum of Contemporary Art, Taipei (2012)
- Wilderness: Balnaves contemporary: painting,  Art Gallery of New South Wales, Sydney (2010)[3]
- An Oeuvre both Abundant and Diverse, Sydney College of the Arts, Sydney (2010)
- Feminism Never Happened, Institute of Modern Art, Brisbane (2009)[6]

## Wettbewerbe und Auszeichnungen
- 2008 erhielt sie den Doug Moran National Portrait Prize für ein Selbstporträt im Belanglo State Forest an der Stelle, an der Mitte der 1990er Jahre Ivan Milat seine Backpacker-Morde begangen hatte
- 2011 war sie mit einem Porträt des Künstlers Tim Silver Finalistin beim Archibald Prize
- 2012 kandidierte sie für den Wynne-Prize und den Sir John Sulman Prize
- 2013 gewann sie den Fleurieu Art Prize mit einer Landschaft bei Shoalhaven
- 2013 wurde sie bei der Vergabe des Archibald Prize für ihr Porträt von Shaun Gladwell lobend erwähnt (highly commended)
- 2014 gewann sie den Archibald Prize mit einem Porträt der Architektin Penelope Seidler[3]